# لوکاس مویا
لوکاس مویا (انگلیسی: Lucas Moya؛ زادهٔ ۱ فوریهٔ ۱۹۸۷) بازیکن فوتبال اهل آرژانتین است.
از باشگاه‌هایی که در آن بازی کرده‌است می‌توان به باشگاه فوتبال روساریو سنترال اشاره کرد.